# Christian Prudhomme

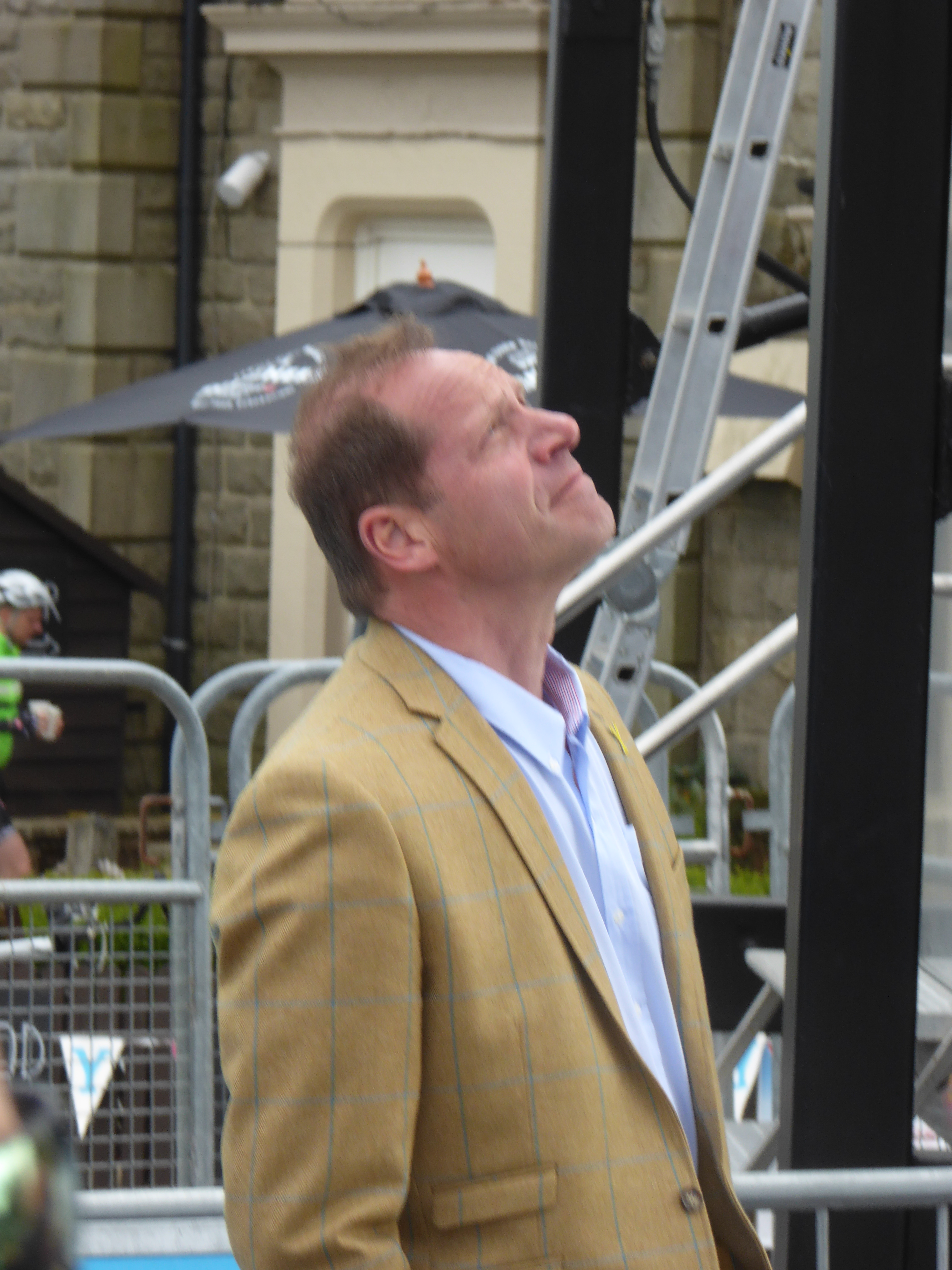
Christian Prudhomme

Christian Prudhomme (Parijs, 11 november 1960) is de huidige directeur van de Société du Tour de France. Hij nam in 2006 het bestuur over van Jean-Marie Leblanc, nadat hij gedurende twee jaar diens assistent was geweest.
In tegenstelling tot zijn voorganger was hij zelf nooit  profwielrenner. Eerder was hij sportjournalist bij de Franse televisie.